# Georgia Stanway
 (février 2019).
Georgia Stanway, née le 3 janvier 1999 à Barrow-in-Furness, est une footballeuse internationale anglaise qui joue au poste de milieu offensive au Bayern Munich.

## Biographie

### En club
Le 15 juin 2022, elle est sélectionnée par Sarina Wiegman pour disputer l'Euro 2022.

### En équipe nationale
Georgia Stanway inscrit 23 buts avec les moins de 17 ans, et six buts avec les moins de 19 ans.
Elle termine meilleure buteuse de la Coupe du monde des moins de 20 ans 2018 avec six buts marqués, ex æquo avec l'Espagnole Patricia Guijarro.
Elle est fiancée avec le joueur de rugby à XIII Olly Ashall-Bott, arrière du club français du Toulouse Olympique.

## Statistiques
Le tableau ci-dessous retrace la carrière de Georgia Stanway depuis ses débuts :

### En club
| Saison                | Club                  | Championnat           | Championnat | Championnat | Coupe nationale | Coupe nationale | Coupe de la Ligue | Coupe de la Ligue | Supercoupe | Supercoupe | Compétition(s) continentale(s) | Compétition(s) continentale(s) | Compétition(s) continentale(s) | Total | Total |
| Saison                | Club                  | Division              | M.          | B.          | M.              | B.              | M.                | B.                | M.         | B.         | Comp.                          | M.                             | B.                             | M.    | B.    |
| 2015                  | Manchester City       | FA WSL                | 3           | 1           | 1               | 1               | -                 | -                 | -          | -          | -                              | -                              | -                              | 4     | 2     |
| 2016                  | Manchester City       | FA WSL                | 10          | 4           | 2               | 1               | -                 | -                 | -          | -          | WCL                            | 3                              | 0                              | 15    | 5     |
| 2017                  | Manchester City       | FA WSL                | 7           | 1           | -               | -               | -                 | -                 | -          | -          | -                              | -                              | -                              | 7     | 1     |
| 2017-2018             | Manchester City       | FA WSL                | 14          | 5           | 5               | 3               | -                 | -                 | -          | -          | WCL                            | 7                              | 2                              | 26    | 10    |
| 2018-2019             | Manchester City       | FA WSL                | 19          | 11          | 6               | 2               | -                 | -                 | -          | -          | WCL                            | 2                              | 0                              | 27    | 13    |
| 2019-2020             | Manchester City       | FA WSL                | 13          | 4           | 4               | 4               | 3                 | 0                 | -          | -          | WCL                            | 2                              | 1                              | 22    | 9     |
| 2020-2021             | Manchester City       | FA WSL                | 21          | 5           | 3               | 1               | 4                 | 0                 | 1          | 0          | WCL                            | 6                              | 3                              | 35    | 9     |
| 2021-2022             | Manchester City       | FA WSL                | 22          | 8           | 5               | 1               | 5                 | 3                 | -          | -          | WCL                            | 1                              | 0                              | 33    | 12    |
| Sous-total            | Sous-total            | Sous-total            | 106         | 39          | 26              | 13              | 12                | 3                 | 1          | 0          | -                              | 21                             | 6                              | 166   | 61    |
| 2022-2023             | Bayern Munich         | Frauen-Bundesliga     | 20          | 6           | 4               | 1               | -                 | -                 | -          | -          | WCL                            | 10                             | 3                              | 34    | 10    |
| 2023-2024             | Bayern Munich         | Bundesliga            | 12          | 1           | 1               | 0               | -                 | -                 | -          | -          | WCL                            | 6                              | 0                              | 19    | 1     |
| Sous-total            | Sous-total            | Sous-total            | 32          | 7           | 5               | 1               | 0                 | 0                 | 0          | 0          | -                              | 17                             | 3                              | 54    | 11    |
| Total sur la carrière | Total sur la carrière | Total sur la carrière | 138         | 46          | 31              | 14              | 12                | 3                 | 1          | 0          | -                              | 37                             | 9                              | 219   | 72    |

## Palmarès

### En équipe nationale
- 3e du championnat d'Europe des moins de 17 ans en 2016 avec l'équipe d'Angleterre des moins de 17 ans
- 3e de la Coupe du monde des moins de 20 ans en 2018 avec l'équipe d'Angleterre des moins de 20 ans
- Vainqueur du Championnat d'Europe : 2022 et 2025   avec l'équipe d'Angleterre
- Vainqueur de la Finalissima féminine : 2023 avec l'équipe d'Angleterre
- Finaliste de la Coupe du monde : 2023  avec l'équipe d'Angleterre

### En club
Manchester City
- Championne d'Angleterre (WSL1) en 2016
- Vainqueur de la Coupe d'Angleterre en 2017 et 2019
- Vainqueur de la Coupe de la Ligue en 2016

 Bayern Munich
- Championnat d'Allemagne
- Champion : 2023

## Distinctions personnelles
- Co-Meilleure buteuse de la Coupe du monde des moins de 20 ans 2018 (six buts marqués - ex-aequo Patricia Guijarro)
- Meilleur jeune joueuse de FA WSL 1 en 2019.